# إليز كيمب
إليز كيمب (بالإنجليزية: Elise Kemp)‏ هي ممرضة نيوزيلندية، ولدت في 19 يونيو 1881، وتوفيت في 20 أكتوبر 1917.